# Saint-Brieuc-de-Mauron
Saint-Brieuc-de-Mauron [sɛ̃bʁijødmɔʁɔ̃] est une commune française située dans le département du Morbihan, en région Bretagne.

## Géographie

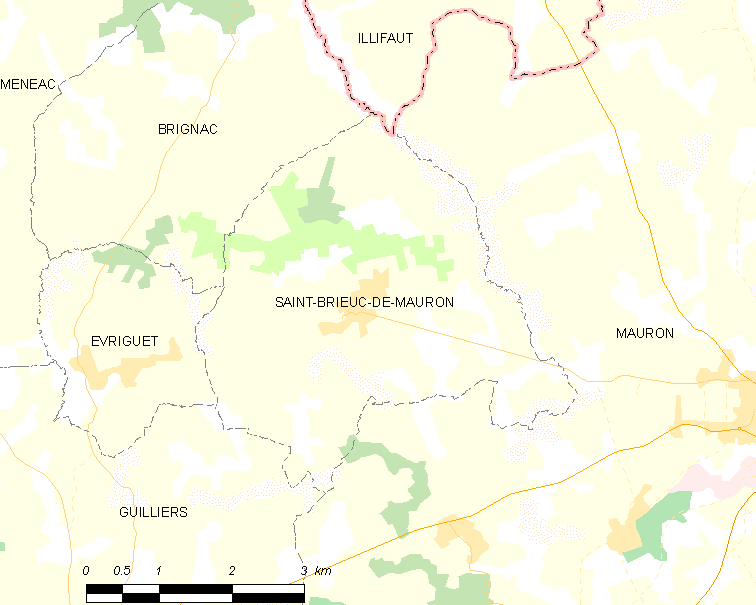
Carte de la commune.

| Brignac   | Illifaut Côtes-d'Armor | Mauron |
| Évriguet  | Saint-Brieuc-de-Mauron | Mauron |
| Guilliers |                        | Mauron |

### Hydrographie
Pour un article plus général, voir Réseau hydrographique du Morbihan.
La commune est située dans le bassin Loire-Bretagne. Elle est drainée par l'Yvel, le Camet, le ruisseau de la Planchette et divers autres petits cours d'eau,.
L'Yvel, d'une longueur de 58 km, prend sa source dans la commune de Saint-Vran et se jette  dans le Ninian à Taupont, après avoir traversé douze communes. 

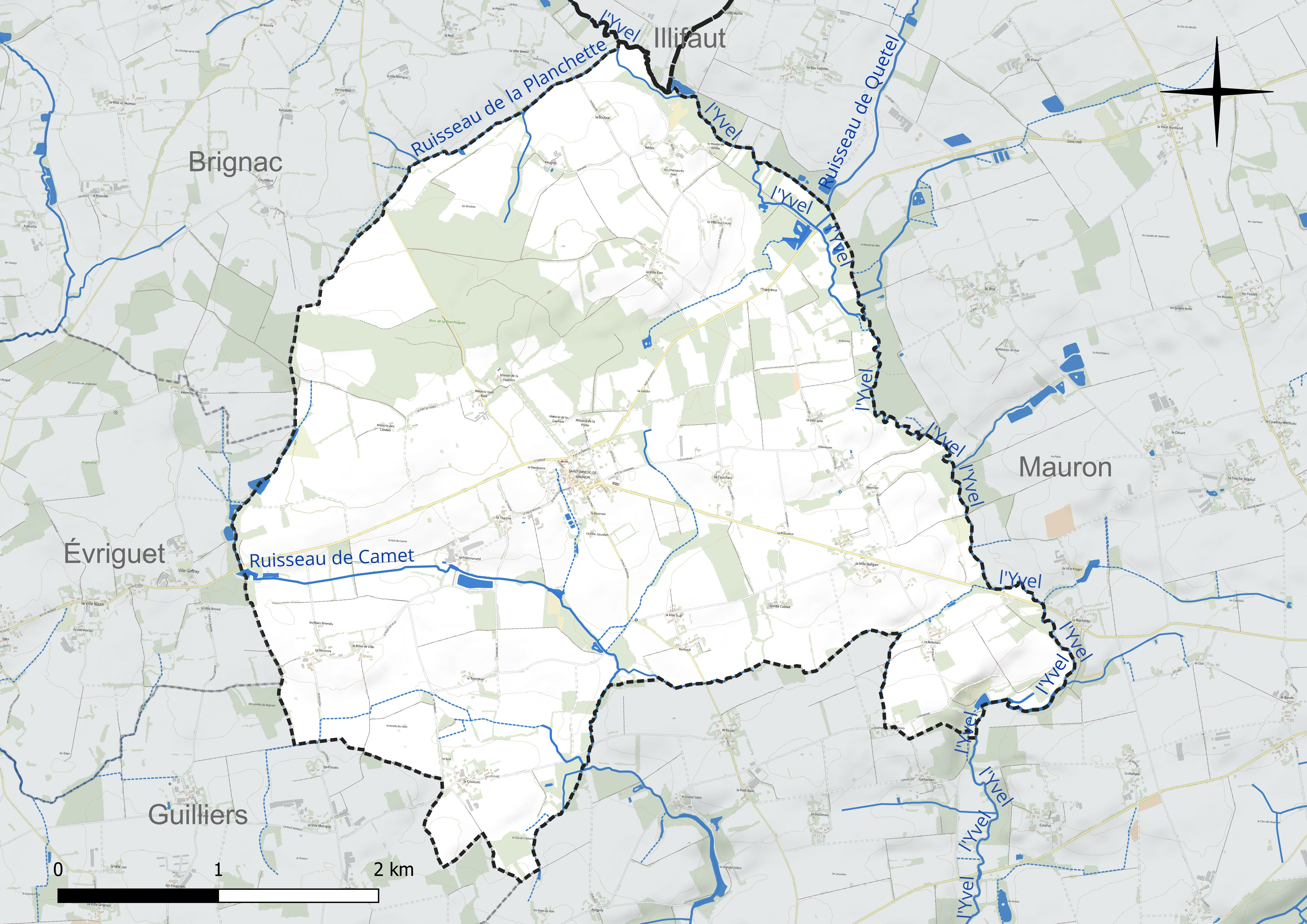
Réseau hydrographique de Saint-Brieuc-de-Mauron.

### Climat
Pour des articles plus généraux, voir Climat de la Bretagne et Climat du Morbihan.
En 2010, le climat de la commune est de type climat océanique altéré, selon une étude du CNRS s'appuyant sur une série de données couvrant la période 1971-2000. En 2020, Météo-France publie une typologie des climats de la France métropolitaine dans laquelle la commune est exposée à un climat océanique et est dans la région climatique  Bretagne orientale et méridionale, Pays nantais, Vendée, caractérisée par une faible pluviométrie en été et une bonne insolation. Parallèlement l'observatoire de l'environnement en Bretagne publie en 2020 un zonage climatique de la région Bretagne, s'appuyant sur des données de Météo-France de 2009. La commune est, selon ce zonage, dans la zone « Intérieur Est », avec des hivers frais, des étés chauds et des pluies modérées.
Pour la période 1971-2000, la température annuelle moyenne est de 11,3 °C, avec une amplitude thermique annuelle de 12,4 °C. Le cumul annuel moyen de précipitations est de 757 mm, avec 12,7 jours de précipitations en janvier et 6,2 jours en juillet. Pour la période 1991-2020, la température moyenne annuelle observée sur la station météorologique la plus proche, située sur la commune de Merdrignac à 12 km à vol d'oiseau, est de 11,7 °C et le cumul annuel moyen de précipitations est de 905,0 mm,. Pour l'avenir, les paramètres climatiques de la commune estimés pour 2050 selon différents scénarios d'émission de gaz à effet de serre sont consultables sur un site dédié publié par Météo-France en novembre 2022.

## Urbanisme

### Typologie
Au 1er janvier 2024, Saint-Brieuc-de-Mauron est catégorisée commune rurale à habitat très dispersé, selon la nouvelle grille communale de densité à sept niveaux définie par l'Insee en 2022.
Elle est située hors unité urbaine et hors attraction des villes,.

### Occupation des sols
L'occupation des sols de la commune, telle qu'elle ressort de la base de données européenne d’occupation biophysique des sols Corine Land Cover (CLC), est marquée par l'importance des territoires agricoles (86,2 % en 2018), en diminution par rapport à 1990 (87,3 %). La répartition détaillée en 2018 est la suivante : terres arables (63,1 %), zones agricoles hétérogènes (20,5 %), forêts (11,5 %), prairies (2,5 %), zones urbanisées (2,4 %). L'évolution de l'occupation des sols de la commune et de ses infrastructures peut être observée sur les différentes représentations cartographiques du territoire : la carte de Cassini (XVIIIe siècle), la carte d'état-major (1820-1866) et les cartes ou photos aériennes de l'IGN pour la période actuelle (1950 à aujourd'hui).

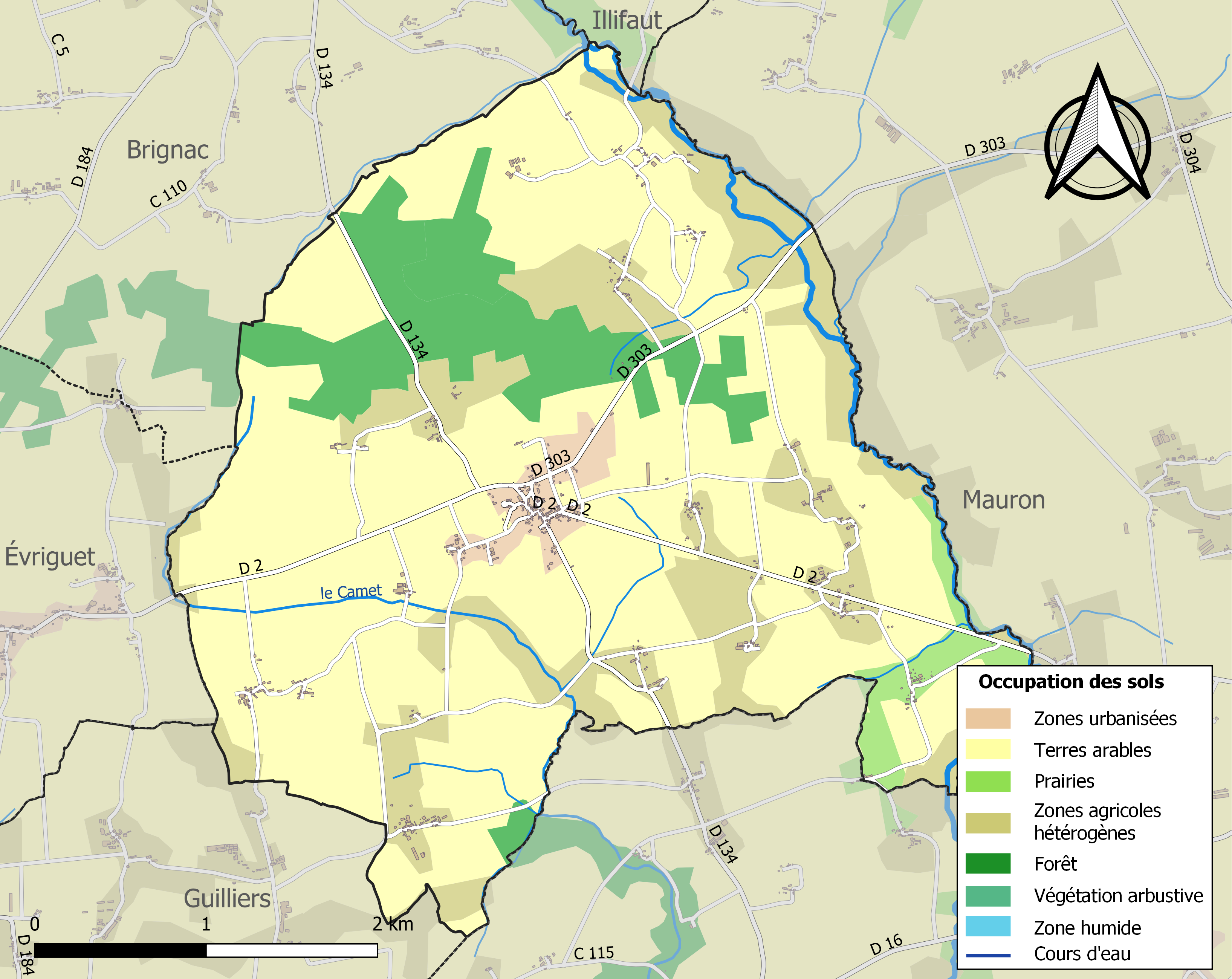
Carte des infrastructures et de l'occupation des sols de la commune en 2018 (CLC).

## Toponymie
Saint-Brieuc-de-Mauron, en breton Sant-Brieg-Maoron, doit son toponyme à un prieuré dédié à saint Brieuc. La commune est un démembrement de la paroisse primitive de Mauron.

## Histoire

### Moyen-Âge
La seigneurie du Bois de la Roche (en Néant) étendait sa juridiction sur les paroisses de Néant, Campénéac, Guilliers, Mauron, Saint-Brieuc-de-Mauron et Tréhorenteuc, dont les châtelains du Bois de la Roche étaient fondateurs et prééminenciers. Elle avait droit de haute justice, avec auditoire, prisons, cep et collier, fourches patibulaires à 4 piliers, four à ban et halles, de quintaine ou de soule, qui se couraient chaque année dans la grande cour du château et aux bourgs de Néant, de Saint-Brieuc-de-Mauron et de Tréhorenteuc.

### Le XXe siècle

#### La Belle Époque
L'école privée des filles de Saint-Brieuc-de-Mauron, tenue par les Filles de Jésus de Kermaria, est fermée en juillet 1902 en vertu de la loi sur les congrégations.
Un décret du Président de la République en date du 27 février 1911 décide que « sont attribués à la commune de Saint-Brieuc-de-Mauron (Morbihan), à défaut de bureau de bienfaisance les biens ayant appartenu à la fabrique de l'église de Saint-Brieuc-de-Mauron, et actuellement placés sous séquestre » ; un autre décret du même jour en fait de même pour le "legs Condé" destiné à l'entretien de l'église.

## Politique et administration
| Période                                  | Période     | Identité                  | Étiquette | Qualité                                  |
| ---------------------------------------- | ----------- | ------------------------- | --------- | ---------------------------------------- |
|                                          |             |                           |           |                                          |
| avant 1935                               | après 1935  | Grasland                  |           |                                          |
|                                          |             |                           |           |                                          |
| 1977                                     | 2001        | Guy Sioc'han de Kersabiec | RPR       | Exploitant agricole - conseiller général |
| mars 2001                                | 2014        | Charles-Édouard Fichet    | PS        | Directeur d'un organisme culturel        |
| mars 2014                                | 23 mai 2020 | Annick Le Tarnec          |           | Retraitée                                |
| 23 mai 2020                              | En cours    | Charles-Édouard Fichet    |           | Directeur d'un organisme culturel        |
| Les données manquantes sont à compléter. |             |                           |           |                                          |

## Démographie
L'évolution du nombre d'habitants est connue à travers les recensements de la population effectués dans la commune depuis 1793. Pour les communes de moins de 10 000 habitants, une enquête de recensement portant sur toute la population est réalisée tous les cinq ans, les populations de référence des années intermédiaires étant quant à elles estimées par interpolation ou extrapolation. Pour la commune, le premier recensement exhaustif entrant dans le cadre du nouveau dispositif a été réalisé en 2004.

En 2022, la commune comptait 294 habitants, en évolution de −14,78 % par rapport à 2016 (Morbihan : +3,82 %, France hors Mayotte : +2,11 %).
| 1793 | 1800 | 1806 | 1821 | 1831 | 1836 | 1841 | 1846 | 1851 |
| ---- | ---- | ---- | ---- | ---- | ---- | ---- | ---- | ---- |
| 700  | 696  | 365  | 756  | 792  | 847  | 812  | 835  | 840  |

| 1856 | 1861 | 1866 | 1872 | 1876 | 1881 | 1886 | 1891 | 1896 |
| ---- | ---- | ---- | ---- | ---- | ---- | ---- | ---- | ---- |
| 814  | 837  | 864  | 848  | 821  | 853  | 920  | 902  | 863  |

| 1901 | 1906 | 1911 | 1921 | 1926 | 1931 | 1936 | 1946 | 1954 |
| ---- | ---- | ---- | ---- | ---- | ---- | ---- | ---- | ---- |
| 818  | 788  | 811  | 715  | 730  | 700  | 656  | 596  | 541  |

| 1962 | 1968 | 1975 | 1982 | 1990 | 1999 | 2004 | 2006 | 2009 |
| ---- | ---- | ---- | ---- | ---- | ---- | ---- | ---- | ---- |
| 519  | 461  | 371  | 359  | 336  | 332  | 317  | 307  | 354  |

| 2014 | 2019 | 2022 | - | - | - | - | - | - |
| ---- | ---- | ---- | - | - | - | - | - | - |
| 343  | 304  | 294  | - | - | - | - | - | - |

## Culture locale et patrimoine

### Lieux et monuments

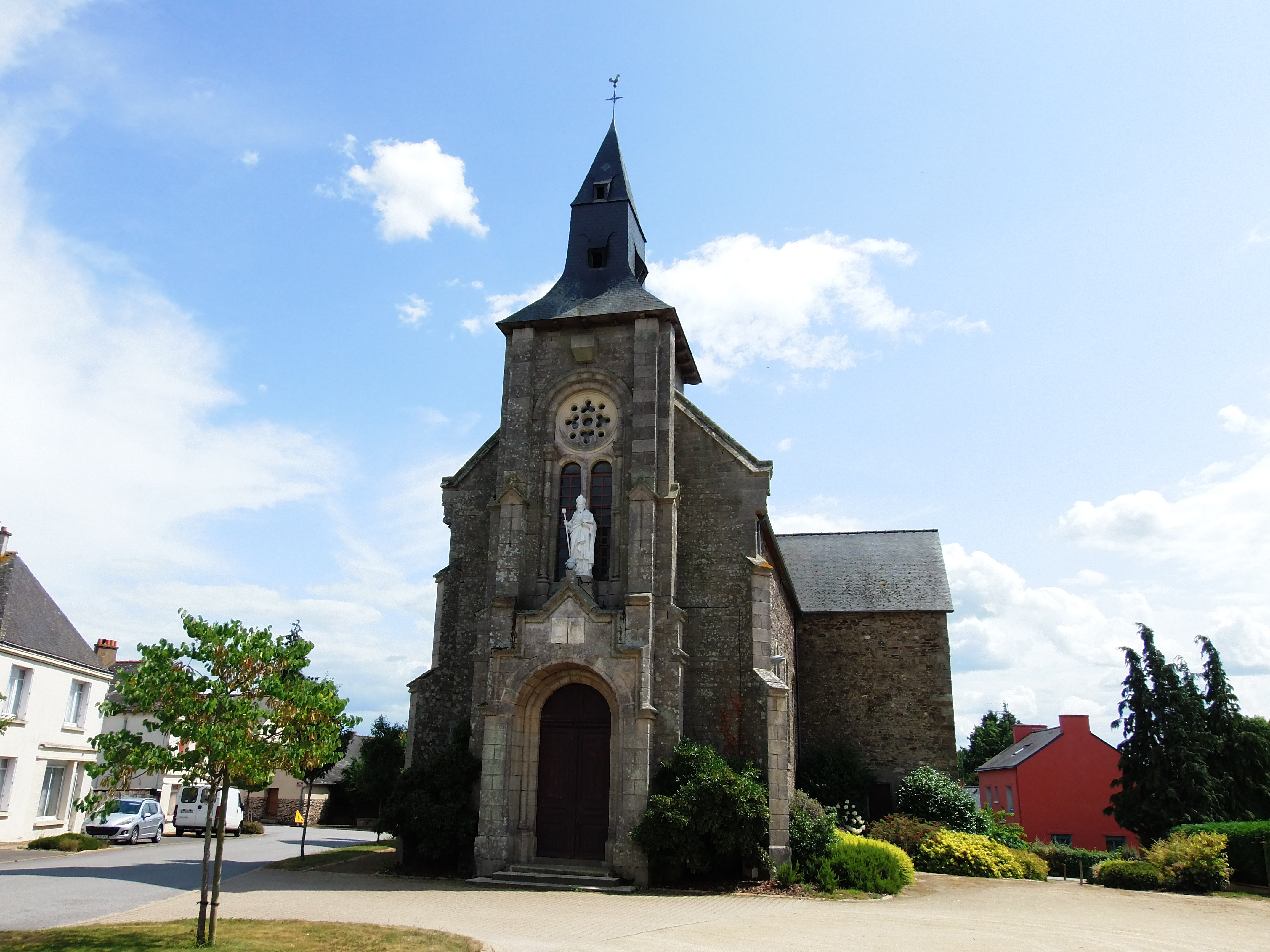
Église de Saint-Brieuc-de-Mauron.

- La chapelle de la ville Tual, direction Néant-sur-Yvel en partant du bourg, à environ 2 km.
- Le manoir de la Gaptière (à 800 m au nord du bourg, propriété privée) datant du début XIXe siècle, sur l'emplacement de l'ancien château fort du XIIIe siècle. Sa chapelle (XXe siècle), ses douves, son jardin[25] quelques arbres remarquables.
- Chêne dit du Clavaire dans le bourg.
- L'église Saint-Brieuc, dans le bourg.

### Personnalités liées à la commune
- Auguste Gaspais (1884-1952), missionnaire, évêque en Mandchourie

### Héraldique
|  | Les armoiries de Saint-Brieuc-de-Mauron se blasonnent ainsi : D'hermine au lion de gueules. |